# Kabanos

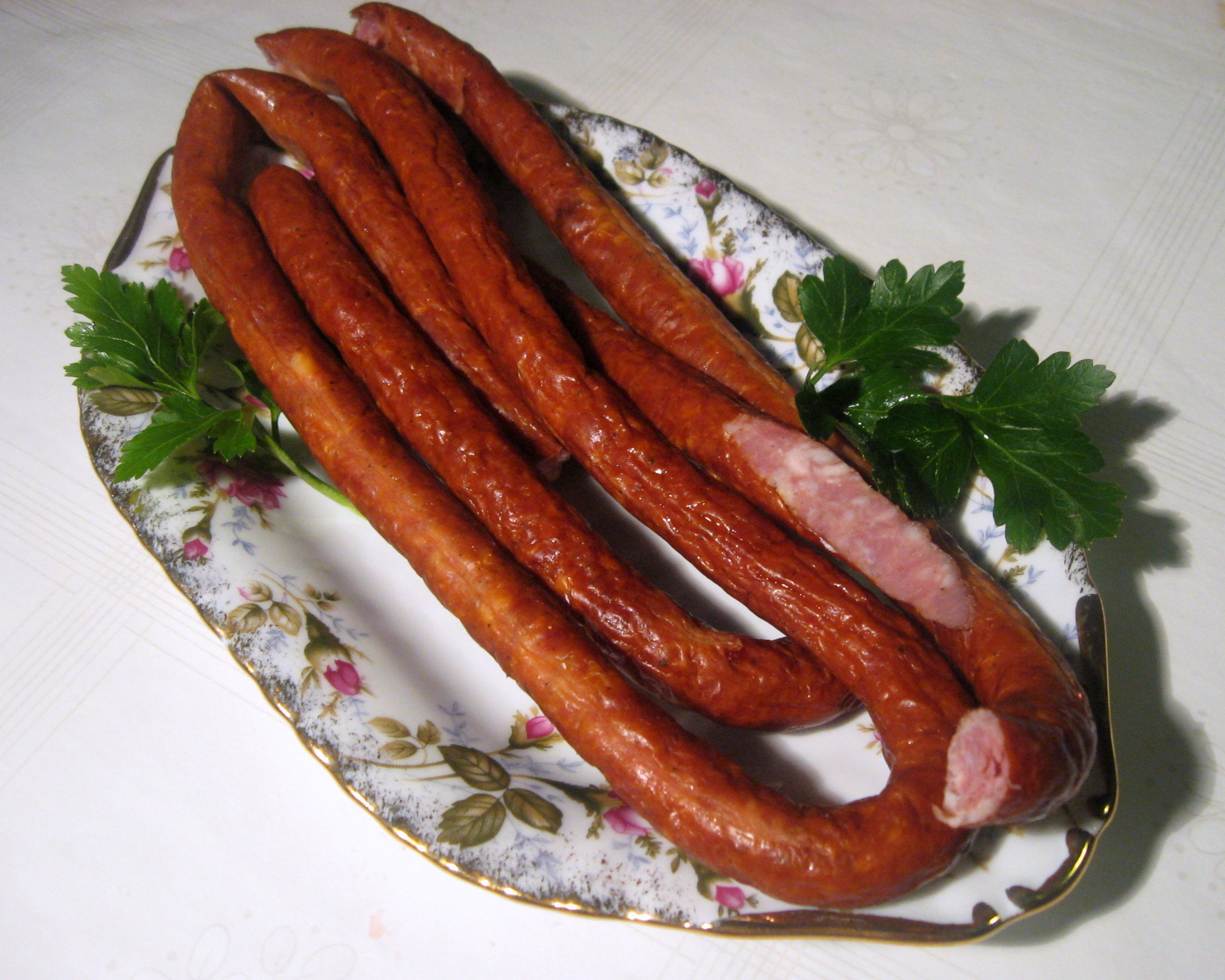
Kabanos

Kabanos je druh točeného salámu. Jedná se o masný výrobek, který má u jednotlivých výrobců různou recepturu. Někde je vyráběn pouze z vepřového masa, u jiných výrobců se jedná o směs zhruba 60 % vepřového a 40 % hovězího masa. Slovo kabanos pochází z polštiny a je odvozeno od slova kaban, což je krajový název pro mladého vepře, z jehož masa se v Polsku kabanos vyrábí. Kabanos je dle tvrzení Polska typicky polským výrobkem a požádalo si u EU o registraci tohoto výrobku jako zaručené speciality. Tomuto požadavku se však Česko brání. V Polsku se totiž používá pomnožný název kabanosy a od českého výrobku se značně liší. Polské kabanosy jsou tenčí, sušší a připomínají spíše trvanlivou klobásu.
Po zrušení závaznosti bývalých státních a podnikových norem počátkem 90. let 20. století došlo v Česku k prudkému snížení jeho kvality. Levné kabanosy tak obsahují pouze 50 % masa, zbytek tvoří voda se zahušťovadly, kůže, sádlo, dochucovadla, barviva, stabilizátory, emulgátory a ostatní přídatné látky.